# Pandisus decorus
Pandisus decorus là một loài nhện trong họ Salticidae.
Loài này thuộc chi Pandisus. Pandisus decorus được Fred R. Wanless miêu tả năm 1980.